# 황서종
황서종(黃曙鍾, 1961년 전라남도 강진군 ~ )은 대한민국의 공무원이다.

## 학력
- 광주동신고등학교
- 서울대학교 외교학 학사
- 인디애나 대학교 대학원 행정학 석사
- 서울시립대학교 대학원 행정학 박사

## 경력
- 제31회 행정고시 합격
- 2010.09 행정안전부 공무원노사협력관
- 2011.02 행정안전부 정보화전략실 정보기반정책관
- 2012.02 행정안전부 정보화전략실 정보화기획관
- 2013.04 안전행정부 인사실 인사정책관
- ~ 2015.02 인사혁신처 인사혁신국 국장
- 2015.02 ~ 2016.06 인사혁신처 차장
- 2016.06 ~ 2018.12 소청심사위원회 상임위원
- 2018.12 ~ 2021.03 : 인사혁신처장
- 2021.06 ~ 2023.03 : 공무원연금공단 이사장

| 전임 김승호 | 제2대 인사혁신처 차장 2015년 2월 13일 ~ 2016년 6월 19일 | 후임 박제국 |

| 전임 김판석 | 제4대 인사혁신처장 2018년 12월 15일 ~ 2021년 3월 26일 | 후임 김우호 |